# Chris Potter
Christopher Jay „Chris” Potter (ur. 23 sierpnia 1960 w Toronto) – kanadyjski aktor telewizyjny i filmowy.

## Życiorys

### Wczesne lata
Urodził się w Toronto jako syn piosenkarki Judith Potter i Rona Pottera, byłego piłkarza i sprzedawcy ubezpieczeń. Wychował się w Londynie w prowincji Ontario. We wczesnych latach zainteresował się dyscyplinami sportowymi takimi jak hokej, baseball i piłka nożna.
Sukcesy w sporcie przez całe swoje licealne lata w Oakridge Secondary School w Londynie w Ontario sprawiły, że chciał rozpocząć profesjonalną karierę sportowca. Jednak jego ojciec nie wyraził na to zgody. Później przerwał studia, aby rozpocząć karierę jako muzyk rockowy. Swoją miłość do teatru odkrył w szkole i został zawodowym aktorem teatralnym. Pracował również na platformie wiertniczej w północnej Kanadzie, sprzedawał samochody, a później stał się agentem ubezpieczeniowym. Wyszedł z firmy ubezpieczeniowej, aby rozpocząć swoją karierę w telewizji, jako aktor i obnośny sprzedawca.

### Kariera
Martha Henry, jedna z czołowych kanadyjskich aktorek scenicznych, obsadziła go w Toronto w kanadyjskiej produkcji Biloxi Blues, za występ zdobył entuzjastyczne recenzje i w ciągu miesiąca dostał główną rolę w serialu CBC Materialny świat (Material World, 1990). Grał przez cztery sezony policyjnego detektywa Petera Caine’a, syna Kwai Chang Caine’a, szaolińskiego mnicha (David Carradine) w serialu Legendy Kung Fu (Kung Fu: The Legend Continues, 1993–97). W serialu Jedwabne pończoszki (1996–99) przez trzy lata występował jako bezkompromisowy detektyw - sierżant policji Tom Ryan. Był również reżyserem jednego odcinka. Od 2007 nieprzerwanie wciela się w rolę Tima w kanadyjskim serialu familijnym Zaklinacze koni.
W 1985 poślubił Karen, z którą ma czworo dzieci: trzy córki – Jesse, Quinn, Claire i syna Graya.

## Filmografia

### Filmy fabularne
- 2000: Projekt Merkury (The Mercury Project) jako Tom Young
- 2001: Pajęczaki (Arachnid) jako Valentine
- 2004: Żywy towar (Sex Traffic, TV) jako Tom Harlsburgh
- 2005: Pacyfikator (The Pacifier) jako kapitan Bill Fawcett

### Seriale TV
- 1990–1992: Material World jako Tim Lyons
- 1992–1996: X-Men jako Gambit (głos)
- 1993–1997: Legendy Kung Fu (Kung Fu: The Legend Continues) jako detektyw Peter Caine
- 1996–1999: Jedwabne pończoszki (Silk Stalkings) jako Tom Ryan
- 1995: Spider-Man jako Gambit (głos)
- 1999: Po tamtej stronie jako kpt. Turner
- 2000: Will & Grace jako Michael
- 2000–2001: Queer as Folk jako dr David Cameron
- 2001: Dotyk anioła jako Michael
- 2003: Andromeda jako Able Ladrone
- 2003–2005: Szczęśliwa karta (Wild Card) jako Dan Lennox
- 2004: Prawo i porządek: sekcja specjalna jako pan Rice
- 2005: Pogoda na miłość (One Tree Hill) jako Ray Green
- 2006: Uciekinierzy (Runaway) jako Bob Sullivan
- 2006: Prawo i porządek: sekcja specjalna jako Linus McKellen
- 2007: Żar młodości (The Young and the Restless) jako Evan Owen
- 2007–2021: Zaklinacze koni (Heartland) jako Tim Flemming